# Рене ле Грев
Рене ле Грев (фр. René Le Grèves; 6. јул 1910 — 25. фебруар 1946), је бивши француски професионални бициклиста у периоду од 1933. до 1941. године. Ле Грев је освојио сребрну медаљу на Летњим олимпијским играма 1932. године, а на Тур де Франсу је освојио 16 етапа. Освојио је двапут Критеријум Интернационал и једном Париз Тур трку.

## Каријера
Рене ле Грев је почео аматерску каријеру 1930. године, а прва трка коју је освојио била је трка Париз—Ремс. Исте године је завршио четврти на светском првенству за аматере. И наредне године је освојио трку Париз—Ремс, а 1932. је освојио сребрну медаљу на Летњим олимпијским играма у Лос Анђелесу.
Професионалну каријеру је почео 1933. и прве године је освојио трке Париз—Каен и Париз—Рен, након чега је возио свој први Тур де Франс, где је освојио једну етапу и завршио на 19 месту у генералном пласману. 1934. је освојио четири етапе на Тур де Франсу и то су му биле једине победе те године. 1935. је освојио Критеријум Интернационал и Париз Тур, завршио је други на националном првенству, а на Тур де Франсу је освојио четири етапе и завршио је на 19 месту у генералном пласману.
1936. је освојио шест етапа на Тур де Франсу и национално првенство. На Париз—Ници је имао два друга места на етапама. 1937. је освојио етапу на Париз—Ници, а затим свој други Критеријум Интернационал. На националном првенству освојио је друго место, док на Тур де Франсу није остварио ниједну победу и морао је да га напусти током девете етапе.
1938. остварио је само једну победу, освојио је трку Париз—Каен. 1939. је освојио трку Париз—Седан, а на Тур де Франсу је освојио етапу после три године и то је била његова задња победа у каријери. Возио је и након почетка другог светског рата, до 1941. године, али није остварио ниједну победу.